# Postalesio
Postalesio (Postalés in dialetto valtellinese) è un comune italiano di 654 abitanti della provincia di Sondrio in Lombardia.

## Monumenti e luoghi d'interesse

### Architetture religiose
- Chiesa di Sant'Antonio Abate,[6] con campanile del 1774 progettato da Girolamo Galletti di San Fedele Intelvi[7]
- Chiesa di San Colombano, antichissima chiesa medievale del XI secolo, all'interno presenti degli affreschi dell'inizio del XII secolo sulle pareti laterali, mentre alla base dell’abside, della stessa epoca è affrescato un velario che raffigura il ciclo dei mesi[6].
- Chiesa di San Martino, antica chiesa medievale del XIII secolo, situata in contrada S. Martino.

### Architetture civili
- Ca' Moroni[6]

### Piramidi di terra
Poco sopra l'abitato di Postalesio sono presenti alcuni esempi delle cosiddette "Piramidi di terra", molto simili a quelle presenti a Zone e a Segonzano. Questo particolare fenomeno è dovuto all'azione degli agenti atmosferici che, nel corso dei secoli, hanno eroso il terreno circostante a grossi massi, che fanno da "cappello" al terreno al di sotto di essi, che pertanto non rimane interessato all'erosione. Così, dopo centinaia di anni, si sono formate delle alte colonne costituite da terra e ghiaia e sormontate da un masso.

## Società

### Evoluzione demografica
Abitanti censiti